# Pallenopsis conirostris
Pallenopsis conirostris är en havsspindelart som beskrevs av Turpaeva, E.P. 1991. Pallenopsis conirostris ingår i släktet Pallenopsis och familjen Phoxichilidiidae. Inga underarter finns listade i Catalogue of Life.